# Peter Lang
Peter Lang (Vejle, 12 de junho de 1989) é um velejador dinamarquês.

## Carreira
Peter Lang representou seu país nos Jogos Olímpicos de 2012, na qual conquistou a medalha de bronze na classe 49er. 